# Sebastián Vegas
Sebastián Ignacio Vegas Orellana (Santiago del Cile, 4 dicembre 1996) è un calciatore cileno, difensore del Colo-Colo, in prestito dal Monterrey,  e della nazionale cilena.

## Statistiche

### Cronologia presenze e reti in nazionale
| Cronologia completa delle presenze e delle reti in nazionale ― Cile | Cronologia completa delle presenze e delle reti in nazionale ― Cile | Cronologia completa delle presenze e delle reti in nazionale ― Cile | Cronologia completa delle presenze e delle reti in nazionale ― Cile | Cronologia completa delle presenze e delle reti in nazionale ― Cile | Cronologia completa delle presenze e delle reti in nazionale ― Cile | Cronologia completa delle presenze e delle reti in nazionale ― Cile | Cronologia completa delle presenze e delle reti in nazionale ― Cile |
| Data                                                                | Città                                                               | In casa                                                             | Risultato                                                           | Ospiti                                                              | Competizione                                                        | Reti                                                                | Note                                                                |
| ------------------------------------------------------------------- | ------------------------------------------------------------------- | ------------------------------------------------------------------- | ------------------------------------------------------------------- | ------------------------------------------------------------------- | ------------------------------------------------------------------- | ------------------------------------------------------------------- | ------------------------------------------------------------------- |
| 31-5-2018                                                           | Hartberg                                                            | Romania                                                             | 3 – 2                                                               | Cile                                                                | Amichevole                                                          | -                                                                   | 46’                                                                 |
| 4-6-2018                                                            | Graz                                                                | Serbia                                                              | 0 – 1                                                               | Cile                                                                | Amichevole                                                          | -                                                                   | 77’                                                                 |
| 8-6-2018                                                            | Poznań                                                              | Polonia                                                             | 2 – 2                                                               | Cile                                                                | Amichevole                                                          | -                                                                   | 26’ 35’                                                             |
| 16-11-2018                                                          | Rancagua                                                            | Cile                                                                | 2 – 3                                                               | Costa Rica                                                          | Amichevole                                                          | 1                                                                   | 75’                                                                 |
| 27-3-2019                                                           | Houston                                                             | Stati Uniti                                                         | 1 – 1                                                               | Cile                                                                | Amichevole                                                          | -                                                                   | 80’ 85’                                                             |
| 6-9-2019                                                            | Los Angeles                                                         | Cile                                                                | 0 – 0                                                               | Argentina                                                           | Amichevole                                                          | -                                                                   | 75’                                                                 |
| 11-9-2019                                                           | San Pedro Sula                                                      | Honduras                                                            | 2 – 1                                                               | Cile                                                                | Amichevole                                                          | -                                                                   |                                                                     |
| 12-10-2019                                                          | Alicante                                                            | Colombia                                                            | 0 – 0                                                               | Cile                                                                | Amichevole                                                          | -                                                                   | 21’                                                                 |
| 15-10-2019                                                          | Alicante                                                            | Guinea                                                              | 2 – 3                                                               | Cile                                                                | Amichevole                                                          | -                                                                   | 67’                                                                 |
| 9-10-2020                                                           | Montevideo                                                          | Uruguay                                                             | 2 – 1                                                               | Cile                                                                | Qual. Mondiali 2022                                                 | -                                                                   |                                                                     |
| 14-10-2020                                                          | Ñuñoa                                                               | Cile                                                                | 2 – 2                                                               | Colombia                                                            | Qual. Mondiali 2022                                                 | -                                                                   |                                                                     |
| 27-3-2021                                                           | Rancagua                                                            | Cile                                                                | 2 – 1                                                               | Bolivia                                                             | Amichevole                                                          | -                                                                   |                                                                     |
| 2-7-2021                                                            | Brasilia                                                            | Brasile                                                             | 1 – 0                                                               | Cile                                                                | Coppa America 2021 - Quarti di finale                               | -                                                                   | 64’                                                                 |
| 5-9-2021                                                            | Quito                                                               | Ecuador                                                             | 0 – 0                                                               | Cile                                                                | Qual. Mondiali 2022                                                 | -                                                                   | 88’                                                                 |
| 7-10-2021                                                           | Lima                                                                | Perù                                                                | 2 – 0                                                               | Cile                                                                | Qual. Mondiali 2022                                                 | -                                                                   | 62’                                                                 |
| 10-10-2021                                                          | Las Condes                                                          | Cile                                                                | 2 – 0                                                               | Paraguay                                                            | Qual. Mondiali 2022                                                 | -                                                                   |                                                                     |
| 14-10-2021                                                          | Santiago del Cile                                                   | Cile                                                                | 3 – 0                                                               | Venezuela                                                           | Qual. Mondiali 2022                                                 | -                                                                   | 84’                                                                 |
| 8-12-2021                                                           | Austin                                                              | Messico                                                             | 2 – 2                                                               | Cile                                                                | Amichevole                                                          | -                                                                   |                                                                     |
| 11-12-2021                                                          | Los Angeles                                                         | El Salvador                                                         | 0 – 1                                                               | Cile                                                                | Amichevole                                                          | 1                                                                   |                                                                     |
| 27-1-2022                                                           | Calama                                                              | Cile                                                                | 1 – 2                                                               | Argentina                                                           | Qual. Mondiali 2022                                                 | -                                                                   | 33’ 46’                                                             |
| 8-2-2025                                                            | Santiago del Cile                                                   | Cile                                                                | 6 – 1                                                               | Panama                                                              | Amichevole                                                          | -                                                                   | 73’                                                                 |
| Totale                                                              |                                                                     | Presenze                                                            | 21                                                                  |                                                                     | Reti                                                                | 2                                                                   |                                                                     |

## Palmarès

### Club

#### Competizioni nazionali
- Copa MX: 1

Monterrey: 2019-2020

#### Competizioni internazionali
- CONCACAF Champions League: 1

Monterrey: 2021

### Individuale
- Squadra della stagione della CONCACAF Champions League: 1

2021